# هيبريدج سويفتس
نادي هيبريدج سويفتس لكرة القدم (بالإنجليزية: Heybridge Swifts Football Club)‏ نادي كرة قدم إنجليزي يلعب في دوري الدرجة السابعة. تم تأسيس النادي في سنة 1880.